# Mojtaba Tehrani
Pour les articles homonymes, voir Tehrani.
Le grand ayatollah Agha Mojtaba Tehrani (persan : مجتبي تهراني) est un marja-e taqlid chiite duodécimain iranien, né le 4 avril 1933 à Téhéran et mort le 1er janvier 2013 dans la même ville. Son titre est décrit comme « un clerc chiite haut-placé considéré comme une source d'émulation » par le Tehran Times.
Tehrani étudie au séminaire de Qom auprès du futur grand ayatollah Rouhollah Khomeini. Il rédige un risalah personnel, un manuel d'édits de la loi islamique. Il devient « l'imam d'une des plus grandes et plus importantes mosquées de Téhéran ». Ali Khamenei, le Guide de la Révolution, assiste à ses funérailles.